# NGC 2107
NGC 2107 is een open sterrenhoop in het sterrenbeeld Tafelberg. Het hemelobject werd op 9 februari 1836 ontdekt door de Britse astronoom John Herschel.

## Synoniemen
- ESO 57-SC32